# 潘周楨
潘周楨（越南语：／；1872年9月9日—1926年3月24日），字子幹（越南语：／），號西湖（越南语：／）、希瑪（越南语：／）。越南革命家，越南獨立運動人士。

## 早期經歷
潘周楨出生在廣南省升平府河東縣榮貴中總西祿社（今屬廣南省富寧縣三祿社）。其父潘文評是當地的一名文紳，曾舉兵響應勤王運動，1885年因被其他起義軍首領懷疑通敵而遇害。潘周楨受到母親和兄長的良好教育。成泰十二年（1900年），潘周楨參加鄉試，考中舉人。次年（1901年），潘周楨參加會試中格，隨後在庭試中考中副榜，被任命為禮部承辦，從此踏上仕途。

## 發起東遊運動
但是不久之後潘周楨便對腐朽的制度甚為不滿。1904年，潘佩珠、阮小羅組織維新會，發起維新運動，主張越南向日本學習。在此期間，潘周楨認識了潘佩珠。1905年，潘周楨辭去官職；翌年前往香港、廣東與潘佩珠會面，引為同志。此後二人發起東遊運動，號召知識分子前往日本留學。他們一起到達日本橫濱，此後又前往東京學習日本的教育制度和政治制度，探尋富國強兵之策。
潘佩珠主張建立君主立憲制國家，希望從日本那裡獲得軍事援助，但這遭到潘周楨的反對。潘周楨主張民主制度，而日本是個君主制國家。因此二人便分道揚鑣。

## 國內活動
1906年，潘周楨寫信給法屬印度支那殖民政府總督保羅·博（Paul Beau），指責他縱容越南官員的貪污腐敗，要求殖民政府在政治、經濟、教育、法律制度等方面進行近代化改革。1907年，潘周楨與梁文玕效仿日本福澤諭吉設立慶應義塾的先例，在河內成立東京義塾，宣傳新思想。翌年與陳季恰、黃叔沆發起中圻抗稅運動。受此影響，潘周楨被逮捕，判處死刑。東京義塾也隨之被殖民政府強制關閉。在法國友人的交涉下，改為終身流放崑崙島。1911年獲釋，但仍被監視居住。1915年前往巴黎定居，並被禁止回到越南。

## 流亡巴黎
在巴黎期間，潘周楨與阮生恭（即後來的胡志明）、阮安寧、潘文祥等人組成「在法越南人愛國者團」。1919年凡爾賽條約簽訂的時候，上書法國政府，要求進行改革。1922年启定帝訪問法國馬賽之際，潘周楨率領旅法越僑和在法越南留學生示威抗議。

## 晚年回國
1925年，潘周楨獲准返回越南，到達了西貢（今胡志明市）。翌年病逝於西貢。共有六萬人參加其葬禮，葬禮上爆發了反對法國殖民統治的大型示威活動。

## 紀念
越共領導人胡志明對潘周楨甚為尊敬。現今越南有不少街道以他的名字命名。越南中部的廣南省有私立大学命名为潘周桢大学，该大学以培养医学、医务人员，医学研究为著称。